# Angyal Vilmos
Angyal Vilmos, születési és 1898-ig használt nevén Engel Vilmos (Kisiratos, 1891. november 17. – Budapest, Józsefváros, 1972. május 3.) szülész-nőgyógyász, belgyógyász.

## Életpályája
Angyal (Engel) Adolf és Schärfer Regina fiaként született a Csanád vármegyei Kisiratoson. Középiskolai tanulmányait az Aradi Királyi Főgimnáziumban végezte (1901–1910), majd a Budapesti Tudományegyetem Orvostudományi Karának hallgatója lett, ahol 1915-ben orvosdoktori oklevelet szerzett. Az első világháború idején, 1915. június 15-én vonult be a 101. gyalogezred pótzászlóaljához Budweisba mint polgári orvos. Később ugyanitt helyőrségi orvosfőnök lett. 1915. december 21-én a katonai egészségügy körül szerzett kiváló érdemei elismeréséül a Vöröskereszt hadi ékítményes ezüst díszérmét adományozták számára. 1916 júniusában a 6. hadosztálynál szolgált mint beosztott, később mint vezetőorvos. Hét hónap múlva a 111-es tábori kórház osztályvezető-orvosa lett, ahonnan 1917 decemberében Innsbruckba helyezték át a front és a hátország összeomlásáig. A háborút követően az Országos Társadalombiztosító Intézet körzetorvosa és a Stefánia Szövetség anyavédelmi tanácsadója volt. 1920 őszén tisztiorvosi képesítést nyert. Külföldi tanulmányútjai során a nőgyógyászatot és a gyermekgyógyászatot vizsgálta.
Felesége Tóth Jolán volt, akit 1940. október 24-én Budapesten, a Józsefvárosban vett nőül.